# Greater Manchester Tournament
Het Greater Manchester Tournament was een eenmalig golftoernooi voor vrouwen in Engeland, dat deel uitmaakte van de Ladies European Tour. Het toernooi werd opgericht in 1980 en vond plaats op de Haigh Hall Golf Club in Wigan.

## Winnares
- 1986:  Laura Davies